# Einbeck
Einbeck là một thị xã ở huyện Northeim, phía nam Lower Saxony, Đức. Đô thị này có diện tích 165,94 km². Đô thị này nằm trên con đường cảnh quan Đức.